# 短腿巨豬
短腿巨豬（學名Brachyhyops），又名短面狶、短腿面獸或似短豬獸，是一類已滅絕的巨豬科。牠們生存於更新世的北美洲及西亞。
短腿巨豬約重60-248公斤。
短腿巨豬的化石是在美國德克薩斯州至猶他州的尤因塔縣至加拿大薩克其萬，與及中國甘肅發現。